# 布莱尔主义

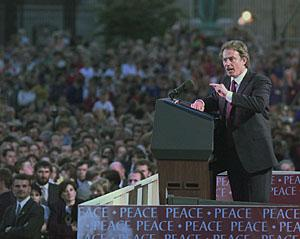
1998年9月，托尼·布莱尔在访问阿马时发表讲话，支持北爱尔兰和平进程。

布莱尔主义（英語：Blairism）是指前英国工党领袖兼英国首相（1997年—2007年）托尼·布莱尔及其支持者（被称为“布莱尔派”）奉行的意识形态。该词于2000年被收录进《新企鹅英语词典》。该意识形态的主要内容包括：投资公共服务事业、通过扩展教育机会以促进社会流动，以及在大规模监控和强化执法权力方面的加强举措——这些措施通常以打击有组织犯罪和恐怖主义为背景加以倡导。布莱尔派还以与传统左翼支持的社会主义立场形成对比而著称。布莱尔本人及其支持者曾公开反对对主要产业的国有化，也反对对企业运营施加过多监管。在外交政策方面，布莱尔主义倾向于与美国保持密切关系，并主张“自由干预主义”，其中包括对伊拉克战争和阿富汗戰爭 (2001年—2021年)的支持。